# Burgomestre
O burgomestre (em alemão, Bürgermeister) é o detentor do poder executivo no nível comunal em países como Alemanha, Áustria, Bélgica, Hungria, Luxemburgo, Países Baixos e Polônia, que equivale ao cargo de Presidente da Câmara em Portugal ou Prefeito no Brasil.
Tradicionalmente, tem o poder de:
- Alterar propriedades e características do burgo, como: símbolos oficiais, constituição (que deve ser votada pelo conselho, com a provação por 2/3 dos eleitos), divisões administrativas e políticas.
- Expulsar cidadãos do burgo, quando julgado necessário ou em caso de infração da lei.
- Nomear e destituir conselheiros.
- Alterar o protocolo e leis adjacentes, com o consentimento dos conselheiros.